# Aitziber Etxeberria
Aitziber Etxeberria Garro (Zarauz, Guipúzcoa, 1973) es una escritora española. Es hija del escritor Martín Etxeberria Zuloaga  y hermana de los escritores Martín Etxeberria Garro y Xabier Etxeberria Garro.

## Biografía
Licenciada en farmacia por la Universidad de Navarra tiene una tienda de alimentación en Zumaya. Escribe en euskera, aunque su novela histórica 31 baioneta sobre la quema de San Sebastián publicada por Erein también en castellano bajo el título 31 bayonetas, la quema de San Sebastián 
En 2010 , Erein publicó la traducción al español de la novela 31 bayoneta bajo el título 31 bayonetas, la quema de San Sebastián 

### Ensayos

#### La novela
- Tango azul (2004, Rienda)
- 31 bayonetas (2008, Erein)
- Nómada (2016, Cerda)[4]
- Olivetti (2020, Erín)

#### Literatura infantil
- Hay ladrones en la feria (2010, Erein).

## Premios y reconocimientos
Ganó dos veces el premio San Sebastián Ópera Prima que organiza el Ayuntamiento de San Sebastián, precisamente con sus dos primeras novelas.